# 36446 Cinodapistoia
36446 Cinodapistoia è un piccolo asteroide della Fascia principale.
Cinodapistoia fu scoperto il 22 agosto 2000 da Luciano Tesi e Andrea Boattini (GAMP, Gruppo Astrofili Montagna Pistoiese) dall'osservatorio astronomico di San Marcello Pistoiese; fu battezzato così in onore del poeta e giurista toscano Cino da Pistoia (1270 - 1337).
Il nome fu suggerito a Luciano Tesi dai responsabili di un sito dedicato all'Alto Reno Toscano; Tesi accettò di buon grado la proposta e fra tutti gli asteroidi individuati dall'osservatorio di San Marcello Pistoiese (al primo posto in Italia per il numero di pianetini individuati e numerati) scelse quello denominato 2000 QV. Il 23 aprile 2005 inviò la proposta al Minor Planet Center, sottoponendola all'approvazione da parte di un'apposita commissione dell'Unione Astronomica Internazionale.
Il 28 luglio 2005 il Minor Planet Center ha attribuito al corpo celeste 2000 QV il nome ufficiale di Cinodapistoia.